# Physematium europolepis
Physematium europolepis là một loài dương xỉ trong họ Woodsiaceae. Loài này được Trev. mô tả khoa học đầu tiên năm 1875.
Danh pháp khoa học của loài này chưa được làm sáng tỏ. 